# Campionati del mondo di atletica leggera 2019 - 400 metri piani maschili
La specialità dei 400 metri piani maschili dei campionati del mondo di atletica leggera 2019 si è svolta tra il 1° e il 4 ottobre allo Stadio internazionale Khalifa di Doha, in Qatar.

## Podio
| Pos.    | Atleta           | Nazionalità | Tempo |
| ------- | ---------------- | ----------- | ----- |
| Oro     | Steven Gardiner  | Bahamas     | 43"48 |
| Argento | Anthony Zambrano | Colombia    | 44"15 |
| Bronzo  | Fred Kerley      | Stati Uniti | 44"17 |

## Situazione pre-gara

### Record
Prima di questa competizione, il record del mondo e il record dei campionati erano i seguenti.
| Record                | Prestazione | Atleta                      | Data                                   | Competizione   |
| --------------------- | ----------- | --------------------------- | -------------------------------------- | -------------- |
| Record mondiale       | 43"03       | Wayde van Niekerk Sudafrica | 14 agosto 2016 Rio de Janeiro, Brasile | Olimpiadi 2016 |
| Record dei campionati | 43"18       | Michael Johnson Stati Uniti | 26 agosto 1999 Siviglia, Spagna        | Mondiali 1999  |

### Campioni in carica
I campioni in carica a livello mondiale e olimpico erano:
| Campione | Atleta                      | Prestazione | Data                                   | Competizione   |
| -------- | --------------------------- | ----------- | -------------------------------------- | -------------- |
| Olimpico | Wayde van Niekerk Sudafrica | 43"03       | 14 agosto 2016 Rio de Janeiro, Brasile | Olimpiadi 2016 |
| Mondiale | Wayde van Niekerk Sudafrica | 43"98       | 8 agosto 2017 Londra, Gran Bretagna    | Mondiali 2017  |

### La stagione
Prima di questa gara, gli atleti con le migliori tre prestazioni dell'anno erano:
| Pos. | Atleta                     | Prestazione | Data                                   |
| ---- | -------------------------- | ----------- | -------------------------------------- |
| 1    | Michael Norman Stati Uniti | 43"45       | 20 aprile 2019 Torrance, Stati Uniti   |
| 2    | Fred Kerley Stati Uniti    | 43"64       | 27 luglio 2019 Des Moines, Stati Uniti |
| 3    | Steven Gardiner Bahamas    | 44"14       | 14 settembre 2019 Chorzów, Polonia     |

## Risultati

### Batterie
Le batterie si sono tenute il 1º ottobre dalle ore 16:35.

Qualificazione: i primi tre di ogni batteria (Q) e i sei tempi migliori (q) si qualificano alle semifinali.
| Pos. | Batteria | Corsia | Nome                  | Nazione                   | Tempo | Note                                     |
| ---- | -------- | ------ | --------------------- | ------------------------- | ----- | ---------------------------------------- |
| 1    | 2        | 2      | Kirani James          | Grenada                   | 44"94 | Q                                        |
| 2    | 4        | 7      | Michael Norman        | Stati Uniti               | 45"00 | Q                                        |
| 3    | 4        | 5      | Demish Gaye           | Giamaica                  | 45"02 | Q                                        |
| 4    | 6        | 7      | Emmanuel Korir        | Kenya                     | 45"08 | Q                                        |
| 5    | 3        | 4      | Davide Re             | Italia                    | 45"08 | Q                                        |
| 6    | 4        | 3      | Leungo Scotch         | Botswana                  | 45"10 | Q,                                       |
| 7    | 2        | 8      | Julian Walsh          | Giappone                  | 45"14 | Q,                                       |
| 8    | 3        | 3      | Fred Kerley           | Stati Uniti               | 45"19 | Q                                        |
| 9    | 1        | 3      | Machel Cedenio        | Trinidad e Tobago         | 45"26 | Q                                        |
| 10   | 6        | 6      | Jonathan Sacoor       | Belgio                    | 45"32 | Q                                        |
| 11   | 1        | 4      | Akeem Bloomfield      | Giamaica                  | 45"34 | Q                                        |
| 12   | 6        | 5      | Rabah Yousif          | Gran Bretagna             | 45"40 | Q                                        |
| 13   | 1        | 8      | Thapelo Phora         | Sudafrica                 | 45"45 | Q                                        |
| 14   | 3        | 7      | Abbas Abubakar Abbas  | Bahrein                   | 45"47 | Q                                        |
| 15   | 2        | 3      | Vernon Norwood        | Stati Uniti               | 45"59 | Q                                        |
| 16   | 6        | 8      | Jhon Perlaza          | Colombia                  | 45"62 | q                                        |
| 17   | 1        | 5      | Alphas Kishoyian      | Kenya                     | 45"65 | q                                        |
| 18   | 5        | 3      | Steven Gardiner       | Bahamas                   | 45"68 | Q                                        |
| 19   | 3        | 8      | Mazen Al-Yasen        | Arabia Saudita            | 45"70 | q                                        |
| 20   | 6        | 3      | Nathan Strother       | Stati Uniti               | 45"71 | q                                        |
| 21   | 4        | 4      | Yousef Karam          | Kuwait                    | 45"74 | q                                        |
| 22   | 2        | 7      | Steven Solomon        | Australia                 | 45"82 | q                                        |
| 23   | 2        | 6      | Derrick Mokaleng      | Sudafrica                 | 45"87 |                                          |
| 24   | 5        | 5      | Philip Osei           | Canada                    | 45"87 | Q                                        |
| 25   | 4        | 2      | Alonzo Russell        | Bahamas                   | 45"91 |                                          |
| 26   | 5        | 6      | Anthony Zambrano      | Colombia                  | 45"93 | Q                                        |
| 27   | 1        | 6      | Lucas Carvalho        | Brasile                   | 46"01 |                                          |
| 28   | 5        | 7      | Ditiro Nzamani        | Botswana                  | 46"19 |                                          |
| 29   | 5        | 2      | Rusheen McDonald      | Giamaica                  | 46"21 |                                          |
| 30   | 3        | 2      | Mikhail Litvin        | Kazakistan                | 46"28 |                                          |
| 31   | 6        | 4      | Taha Hussein Yaseen   | Iraq                      | 46"58 |                                          |
| 32   | 4        | 6      | Todiasoa Rabearison   | Madagascar                | 46"80 | Record nazionale                         |
| 33   | 2        | 4      | Luka Janežič          | Slovenia                  | 46"84 |                                          |
| 34   | 5        | 4      | Brandon Parris        | Saint Vincent e Grenadine | 47"39 |                                          |
| 35   | 6        | 2      | Jessy Franco          | Gibilterra                | 47"41 | Record nazionale                         |
| 36   | 3        | 5      | Bachir Mahamat        | Ciad                      | 47"65 |                                          |
| 37   | 1        | 2      | Abdalelah Haroun      | Qatar                     | 47"76 | Miglior prestazione personale stagionale |
| 38   | 3        | 6      | Jovan Stojoski        | Macedonia del Nord        | 47"92 |                                          |
| 39   | 4        | 8      | Moussa Zaroumeye      | Niger                     | 48"13 |                                          |
| 40   | 5        | 8      | Mohammad Jahir Rayhan | Bangladesh                | 48"48 |                                          |
| 41   | 2        | 5      | Tikie Terry Mael      | Vanuatu                   | 48"52 | Miglior prestazione personale            |
|      | 1        | 7      | Matthew Hudson-Smith  | Gran Bretagna             | dnf   | dnf                                      |

### Semifinali
Le semifinali si sono tenute il 2 ottobre dalle ore 20:35.

Qualificazione: i primi due di ogni batteria (Q) e i due tempi migliori (q) si qualificano alla finale.
| Pos. | Batteria | Corsia | Nome                 | Nazione           | Tempo | Note                                     |
| ---- | -------- | ------ | -------------------- | ----------------- | ----- | ---------------------------------------- |
| 1    | 2        | 6      | Steven Gardiner      | Bahamas           | 44"13 | Q,                                       |
| 2    | 2        | 5      | Kirani James         | Grenada           | 44"23 | Q,                                       |
| 3    | 1        | 4      | Fred Kerley          | Stati Uniti       | 44"25 | Q                                        |
| 4    | 1        | 5      | Emmanuel Korir       | Kenya             | 44"37 | Q,                                       |
| 5    | 3        | 7      | Machel Cedenio       | Trinidad e Tobago | 44"41 | Q,                                       |
| 6    | 3        | 8      | Anthony Zambrano     | Colombia          | 44"55 | Q,                                       |
| 7    | 2        | 7      | Demish Gaye          | Giamaica          | 44"66 | q,                                       |
| 8    | 3        | 6      | Akeem Bloomfield     | Giamaica          | 44"77 | q                                        |
| 9    | 1        | 7      | Davide Re            | Italia            | 44"85 |                                          |
| 10   | 2        | 9      | Vernon Norwood       | Stati Uniti       | 45"00 |                                          |
| 11   | 2        | 8      | Leungo Scotch        | Botswana          | 45"00 | Miglior prestazione personale            |
| 12   | 1        | 6      | Jonathan Sacoor      | Belgio            | 45"03 | Miglior prestazione personale            |
| 13   | 3        | 5      | Julian Walsh         | Giappone          | 45"13 | Miglior prestazione personale            |
| 14   | 3        | 9      | Rabah Yousif         | Gran Bretagna     | 45"15 | Miglior prestazione personale            |
| 15   | 2        | 3      | Jhon Perlaza         | Colombia          | 45"17 |                                          |
| 16   | 1        | 9      | Thapelo Phora        | Sudafrica         | 45"24 |                                          |
| 17   | 1        | 8      | Abbas Abubakar Abbas | Bahrein           | 45"26 |                                          |
| 18   | 1        | 2      | Nathan Strother      | Stati Uniti       | 45"34 |                                          |
| 19   | 2        | 4      | Philip Osei          | Canada            | 45"44 |                                          |
| 20   | 2        | 2      | Steven Solomon       | Australia         | 45"54 | Miglior prestazione personale stagionale |
| 21   | 3        | 2      | Alphas Kishoyian     | Kenya             | 45"55 |                                          |
| 22   | 3        | 4      | Michael Norman       | Stati Uniti       | 45"94 |                                          |
| 23   | 1        | 3      | Mazen Al-Yasen       | Arabia Saudita    | 46"11 |                                          |
|      | 3        | 3      | Yousef Karam         | Kuwait            | dnf   | dnf                                      |

### Finale
La finale si è svolta martedì 4 ottobre alle ore 22:20.
| Pos.    | Corsia | Nome             | Nazionalità       | Tempo | Note                          |
| ------- | ------ | ---------------- | ----------------- | ----- | ----------------------------- |
| Oro     | 4      | Steven Gardiner  | Bahamas           | 43"48 | Record nazionale              |
| Argento | 8      | Anthony Zambrano | Colombia          | 44"15 | Record sudamericano           |
| Bronzo  | 5      | Fred Kerley      | Stati Uniti       | 44"17 |                               |
| 4       | 3      | Demish Gaye      | Giamaica          | 44"46 | Miglior prestazione personale |
| 5       | 7      | Kirani James     | Grenada           | 44"54 |                               |
| 6       | 9      | Emmanuel Korir   | Kenya             | 44"94 |                               |
| 7       | 6      | Machel Cedenio   | Trinidad e Tobago | 45"30 |                               |
| 8       | 2      | Akeem Bloomfield | Giamaica          | 45"36 |                               |